# Brabham Automotive

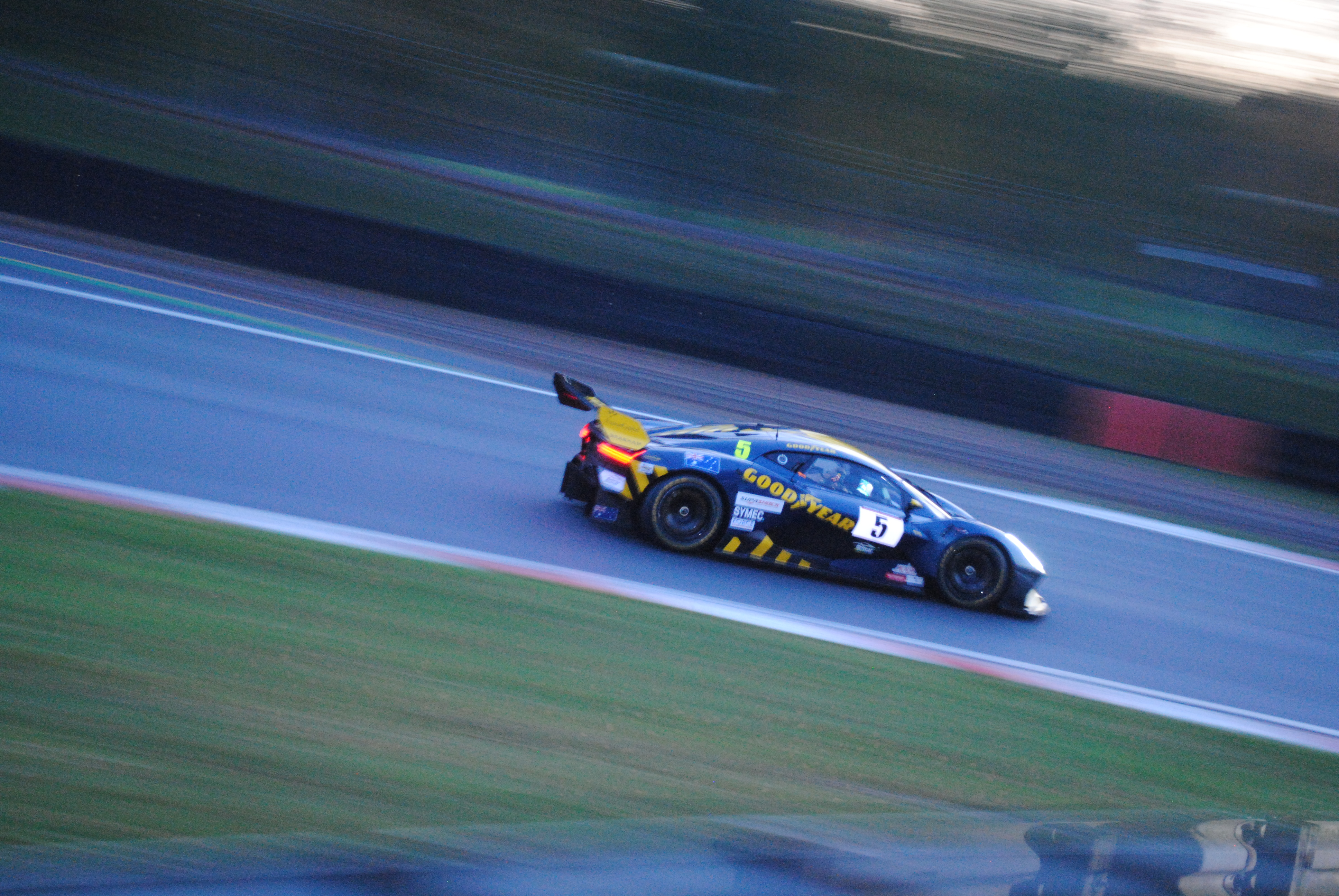
Brabham BT62 podczas 2019 Britcar Endurance Championship

Brabham Automotive Ltd. – dawny brytyjsko-australijski producent supersamochodów z siedzibą w Adelaide działający w latach 2018–2024.

## Historia
Przedsiębiorstwo Brabham Automotive zostało założone w maju 2018 roku z inicjatywy najmłodszego syna legendarnego australijskiego kierowcy wyścigowego sir Jacka Brabhama, Davida Brabhama, a także australijski fundusz inwestycyjny Fusion Capital. W czasie gdy operacje związane z rozwojem pojazdów ulokowano w Wielkiej Brytanii, za siedzibę Brabham Automotive wybrano Adelaide w południowej Australii.
Równolegle z inauguracją przedsiębiorstwa, zaprezentowany został pierwszy pojazd marki Brabham w postaci przeznaczonego do jazdy torowej supersamochodu pod nazwą BT62. W sierpniu 2018 roku Brabham umożliwił także na życzenie klientów specjalną konwersję modeli BT62 w celu dostosowania ich do legalnego poruszania się po drogach publicznych.
Jeszcze w momencie debiutu Brabhama BT62 zapowiedziano, że planowane jest zbudowanie w zakładach produkcyjnych w Adelaide limitowanej puli 70 egzemplarzy wyścigowego pojazdu. Po zakończeniu budowy fabryki w maju 2020 roku, producent zapowiedział rozpoczęcie dostaw pierwszych sztuk do klientów kolejnych miesiącach roku. We wrześniu 2020 roku Brabham przedstawił oficjalnie produkcyjny wariant swojego supersamochodu pod nazwą BT62R, z ceną wywoławczą za sztukę wynoszącą równowartość ok. 4,1 miliona złotych.
W połowie stycznia 2024 David Brabham ogłosił zakończenie współpracy z dotychczasowym inwestorem, funduszem Fusion Capital, a także wygaśnięcie prawa do stosowania do produkcji samochodów marki "Brabham". W efekcie producja obu dotychczasowych produktów Brabham Automotive dobiegła końca, a firma zakończyła działalność i całkowicie zniknęła z rynku.

## Modele samochodów

### Historyczne
- BT62R (2020–2024)
- BT62 (2020–2024)